# セルディード

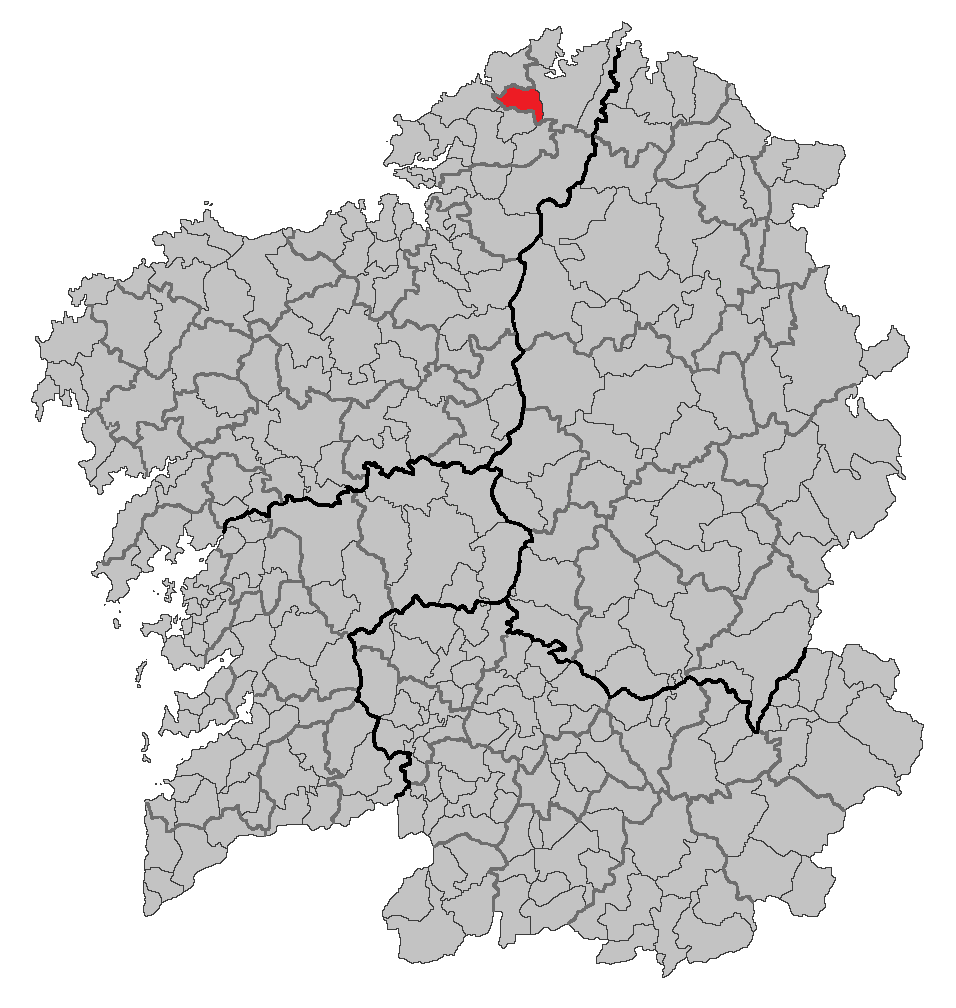

セルディード（Cerdido）は、スペイン、ガリシア州、ア・コルーニャ県の自治体、コマルカ・ド・オルテガルに属する。ガリシア統計局によると、2009年の人口は1,359人である（2006年:1,496人、2005年:1,522人、2004年:1,558人、2003年:1,589人）。住民呼称は、男女同形のcerdidense。
ガリシア語話者の自治体住民に占める割合は99.48％（2001年）。

## 地理
セルディードはア・コルーニャ県の北東部に位置し、コマルカ・デ・オルトガルに属している。北はセデイラと、東はオルティゲイラとアス・ソモーサスと、南はモエーチェと、西はバルドビーニョの各自治体と隣接している。
地形は波打つ台地状で、タンブレ川が流れている南方に向けて緩やかに傾斜している。自治体内の最高地点は北部のペドラス・ネグラス山（462m）とベルディエイラス山（507m）。自治体内には多くの小川が流れ、それらが谷を形作っており、その景観がトラソの地形の特徴となっている。

### 人口
| セルディードの人口推移 1900－2010                       |
|                                                         |
| 出典:INE（スペイン国立統計局）1900年 - 1991年、1996年 - |

## 歴史
セルディード教区の教会のそばのカストロで、1840年に黄金製の頸環が発見された。これはガリシアで発見されたのとは著しく異なっており、アイルランドで発見されたものに似ている。
6世紀、スエビ王国時代には、コンダード・デ・ラバセンゴスに含まれており、イリア・フラビア司教区に属していた
地名としてのセルディードは1152年11月3日にフェルナン・ペレスとその妻サンチャ・ゴンサーレスによって初めて、言及されている。それはサン・マルティーニョ・デ・セルディード教会の資産をサン・マルティーニョ・デ・シュビア修道院へ寄進するというものであった。
17世紀、サン・サドゥルニーニョ侯爵（セルディード子爵）がこの地の自治体のために判事を任命している。19世紀の県並びに自治体の再編では、自治体はセルディード教区とオス・カサス教区によって構成された。ア・バルゲイラ地区が教区として独立したのは、1869年のことである。それは、フェロル-ビベイロを結ぶ街道沿いにあるマラードス地区にメソン（宿屋）とサント・アントン礼拝堂があり、そのことにより、マラードス地区が重要な人口の核となったからである。ア・バラゲイラとはそのメソンの名称であった。

## 政治
2007年の自治体選挙の結果、自治体首長はガリシア国民党（PPdeG）のアナ・ロドリゲス・モンテーロ（Ana Rodríguez Montero）で、自治体評議員はガリシア国民党：5、ガリシア社会党（PSdeG-PSOE）:2、ガリシア民族主義ブロック（BNG）：2となっている。 

## 教区
セルディードは3つの教区に分けられている。
- ア・バルケイラ（サント・アントニオ）
- オス・カサス（サン・ショアン）
- セルディード（サン・マルティーニョ）